# Psique
Psique (em grego: ψυχή; romaniz.: psychḗ; lit. "respiração", "sopro"; ψύχω, significando "eu respiro") era, entre os antigos gregos, um conceito que definia o auto ("si mesmo"), abrangendo as ideias modernas de alma, ego, mente e espírito.

## Etimologia
O termo grego psychein ("soprar") é uma palavra ambígua que significava originalmente "alento" e, posteriormente, "sopro". Dado que o alento é uma das características da vida, a expressão "psique" era utilizada como um sinônimo de vida e por fim, como sinônimo de alma, considerada o princípio da vida. A psique seria então a "alma das sombras" por oposição à "alma do corpo".
O termo adquiriu outros significados ao longo do tempo, a exemplo da versão clássica de Apuleio (125–180), Amor e Psiquê (Metamorfoses: livros IV, V e VI), e suas derivações na tradição clássica. 
Relevante para a psicanálise é a versão mítica, utilizada por Sigmund Freud, ao propor a utilização dos termos Eros e Tânato, em seu livro Além do princípio do prazer (1922). Segundo o autor, o ser humano possui duas pulsões inatas, a de vida (Eros) e a de morte (Tânato), que dinamizam a psique e são origens de desejos e fantasias.